# Motorrad-Weltmeisterschaft 1954
Die Motorrad-WM-Saison 1954 war die sechste in der Geschichte der FIM-Motorrad-Straßenweltmeisterschaft.
In der Klasse bis 500 cm³ wurden acht, in der Klasse bis 350 cm³ neun, in der Klasse bis 250 cm³ sieben und in der Klasse bis 125 cm³ sowie bei den Gespannen sechs Rennen ausgetragen.

## Punkteverteilung
| Punktewertung | Punktewertung | Punktewertung | Punktewertung | Punktewertung | Punktewertung | Punktewertung |
| ------------- | ------------- | ------------- | ------------- | ------------- | ------------- | ------------- |
| Platz         | 1             | 2             | 3             | 4             | 5             | 6             |
| Punkte        | 8             | 6             | 4             | 3             | 2             | 1             |

In die Wertung kamen bei weniger als acht ausgetragenen Rennen die besten vier Resultate, wurden acht oder mehr Rennen ausgetragen wurden die fünf besten erzielten Resultate in die WM-Wertung einbezogen.

## Wissenswertes
- Der 500-cm³-Lauf beim Ulster Grand Prix musste wegen schlechten Wetters von 27 auf 15 Runden reduziert werden und erfüllte damit nicht mehr die Anforderungen der FIM, deshalb wurde er nicht in die WM-Wertung einbezogen. Das Rennen gewann Ray Amm vor Rod Coleman und Gordon Laing.
- Da in der Konstrukteurswertung der Seitenwagen-Klasse die beiden Hersteller Norton und BMW dieselbe Anzahl an Punkten, Siegen, und allen weiteren Platzierungen hatten, wurde der Konstrukteursweltmeister durch Addition aller Rennzeiten der jeweils besten Duos der Hersteller bei den einzelnen Grands Prix ermittelt. Die englische Marke Norton hatte dabei 1:32,8 Minuten Vorsprung auf BMW und bekam den Titel zugesprochen.

### Todesfälle
- Am 4. Juli 1954 verunglückte der Australier Gordon Laing im 350-cm³-Rennen des Grand Prix von Belgien und erlag seinen schweren Verletzungen.
- Der Österreicher Rupert Hollaus kam im 125-cm³-Training zum Nationen-Grand-Prix in Monza bei einem Unfall ums Leben, nachdem ihm der WM-Titel in dieser Klasse bereits rechnerisch sicher war. Er wurde der erste und bisher einzige postume Weltmeister in der Geschichte der Motorrad-Weltmeisterschaft.

## 500-cm³-Klasse

### Rennergebnisse
|   | Datum  | Rennen                 | Strecke           | Platz 1                              | Platz 2                              | Platz 3                              | Schn. Rennrunde                      |
| - | ------ | ---------------------- | ----------------- | ------------------------------------ | ------------------------------------ | ------------------------------------ | ------------------------------------ |
| 1 | 30.05. | GP von Frankreich      | Reims             | Pierre Monneret                      | Alfredo Milani                       | Jacques Collot                       | Pierre Monneret                      |
| 2 | 19.06. | 36. Isle of Man TT     | Mountain Course   | Ray Amm                              | Geoff Duke                           | Jack Brett                           | Ray Amm                              |
| 3 | 24.06. | 26. Ulster GP          | Dundrod           | Wegen schlechten Wetters annulliert. | Wegen schlechten Wetters annulliert. | Wegen schlechten Wetters annulliert. | Wegen schlechten Wetters annulliert. |
| 4 | 04.07. | 27. GP von Belgien     | Spa-Francorchamps | Geoff Duke                           | Ken Kavanagh                         | Léon Martin                          | Geoff Duke                           |
| 5 | 10.07. | 24. Dutch TT           | Assen             | Geoff Duke                           | Fergus Anderson                      | Carlo Bandirola                      | Geoff Duke                           |
| 6 | 25.07. | 18. GP von Deutschland | Solitude          | Geoff Duke                           | Ray Amm                              | Reg Armstrong                        | Geoff Duke                           |
| 7 | 22.08. | 24. GP der Schweiz     | Bremgarten        | Geoff Duke                           | Ray Amm                              | Reg Armstrong                        | Geoff Duke                           |
| 8 | 12.09. | 32. GP der Nationen    | Monza             | Geoff Duke                           | Umberto Masetti                      | Carlo Bandirola                      | Geoff Duke                           |
| 9 | 03.10. | 5. GP von Spanien      | Montjuïc          | Dickie Dale                          | Ken Kavanagh                         | Nello Pagani                         | Ken Kavanagh                         |

### Fahrerwertung
| 1  | Geoff Duke      | Gilera     | 40 (46) |
| 2  | Ray Amm         | Norton     | 20      |
| 3  | Ken Kavanagh    | Moto Guzzi | 16      |
| 4  | Dickie Dale     | MV Agusta  | 13      |
| 5  | Reg Armstrong   | Gilera     | 13      |
| 6  | Pierre Monneret | Gilera     | 8       |
| 7  | Fergus Anderson | Moto Guzzi | 8       |
| 8  | Carlo Bandirola | MV Agusta  | 8       |
| 9  | Jack Brett      | Norton     | 8       |
| 10 | Alfredo Milani  | Gilera     | 6       |
|    | Umberto Masetti | Gilera     | 6       |
| 12 | Rod Coleman     | A.J.S.     | 5       |
| 13 | Jacques Collot  | Norton     | 4       |
|    | Léon Martin     | Gilera     | 4       |

|    | Nello Pagani     | MV Agusta | 4 |
| 16 | Bob McIntyre     | A.J.S.    | 4 |
| 17 | Luigi Taveri     | Norton    | 3 |
|    | Tommy Wood       | Norton    | 3 |
| 19 | Bob Matthews     | Norton    | 2 |
|    | Rudy Allison     | Norton    | 2 |
|    | Keith Campbell   | Norton    | 2 |
|    | Auguste Goffin   | Norton    | 2 |
| 23 | Cyril Julian     | Norton    | 1 |
|    | Gordon Laing (†) | Norton    | 1 |
|    | Peter Murphy     | Matchless | 1 |
|    | Derek Farrant    | A.J.S.    | 1 |
|    | Harold Clark     | Norton    | 1 |

(Punkte in Klammern inklusive Streichresultate)

### Konstrukteurswertung
| 1 | Gilera     | 40 (54) |
| 2 | Norton     | 27 (29) |
| 3 | Moto Guzzi | 22      |
| 4 | MV Agusta  | 16      |
| 5 | A.J.S.     | 8       |
| 6 | Matchless  | 1       |

(Punkte in Klammern inklusive Streichresultate)

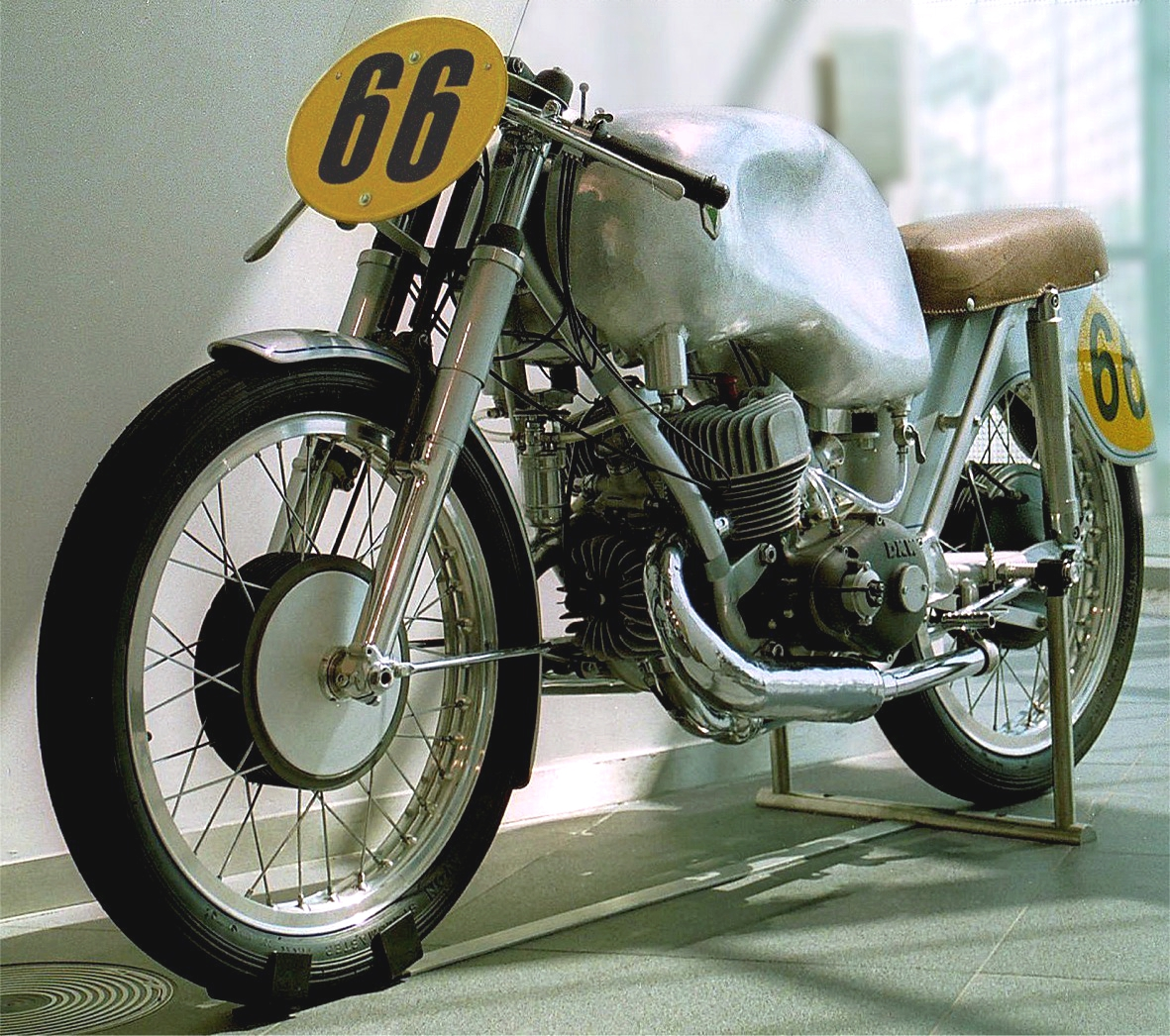
Eine DKW RM 350, Spitzname „Singende Säge“, wie sie 1954 vom DKW-Werksteam eingesetzt wurde.

## 350-cm³-Klasse

### Rennergebnisse
|   | Datum  | Rennen                 | Strecke           | Platz 1         | Platz 2           | Platz 3           | Schn. Rennrunde |
| - | ------ | ---------------------- | ----------------- | --------------- | ----------------- | ----------------- | --------------- |
| 1 | 30.05. | GP von Frankreich      | Reims             | Pierre Monneret | Auguste Goffin    | Bob Matthews      | Pierre Monneret |
| 2 | 14.06. | 36. Isle of Man TT     | Mountain Course   | Rod Coleman     | Derek Farrant     | Bob Keeler        | Ray Amm         |
| 3 | 26.06. | 26. Ulster GP          | Dundrod           | Ray Amm         | Jack Brett        | Bob McIntyre      | Ray Amm         |
| 4 | 04.07. | 27. GP von Belgien     | Spa-Francorchamps | Ken Kavanagh    | Fergus Anderson   | Siegfried Wünsche | Fergus Anderson |
| 5 | 10.07. | 24. Dutch TT           | Assen             | Fergus Anderson | Enrico Lorenzetti | Rod Coleman       | Fergus Anderson |
| 6 | 25.07. | 18. GP von Deutschland | Solitude          | Ray Amm         | Rod Coleman       | Jack Brett        | Ken Kavanagh    |
| 7 | 22.08. | 24. GP der Schweiz     | Bremgarten        | Fergus Anderson | Ken Kavanagh      | Ray Amm           | Fergus Anderson |
| 8 | 12.09. | 32. GP der Nationen    | Monza             | Fergus Anderson | Enrico Lorenzetti | Ken Kavanagh      | Fergus Anderson |
| 9 | 03.10. | 5. GP von Spanien      | Montjuïc          | Fergus Anderson | Duilio Agostini   | John Grace        | Fergus Anderson |

### Fahrerwertung
| 1  | Fergus Anderson   | Moto Guzzi | 38 |
| 2  | Ray Amm           | Norton     | 22 |
| 3  | Rod Coleman       | A.J.S.     | 20 |
| 4  | Ken Kavanagh      | Moto Guzzi | 18 |
| 5  | Enrico Lorenzetti | Moto Guzzi | 15 |
| 6  | Jack Brett        | Norton     | 14 |
| 7  | Duilio Agostini   | Moto Guzzi | 9  |
| 8  | Bob McIntyre      | A.J.S.     | 9  |
| 9  | Leo Simpson       | A.J.S.     | 9  |
| 10 | Pierre Monneret   | A.J.S.     | 8  |
| 11 | Auguste Goffin    | Norton     | 7  |
| 12 | Derek Farrant     | A.J.S.     | 6  |
| 13 | Bob Matthews      | Velocette  | 6  |
| 14 | Bob Keeler        | Norton     | 4  |

|    | Siegfried Wünsche | DKW         | 4 |
|    | John Grace        | Norton      | 4 |
| 17 | Maurice Quincey   | Norton      | 4 |
|    | Georg Braun       | Horex / NSU | 4 |
| 19 | Jacques Collot    | Norton      | 3 |
|    | Gordon Laing (†)  | Norton      | 3 |
| 21 | Chris Stormont    | BSA         | 2 |
|    | Peter Davey       | Norton      | 2 |
|    | Karl Hofmann      | DKW         | 2 |
| 24 | Firmin Dauwe      | Norton      | 1 |
|    | John Clark        | A.J.S.      | 1 |
|    | Alano Montanari   | Moto Guzzi  | 1 |

### Konstrukteurswertung
| 1 | Moto Guzzi | 40      |
| 2 | Norton     | 26 (36) |
| 3 | A.J.S.     | 26 (34) |
| 4 | Velocette  | 6       |
|   | DKW        | 6       |
| 6 | NSU        | 3       |
| 7 | BSA        | 2       |
| 8 | Horex      | 1       |

(Punkte in Klammern inklusive Streichresultate)

## 250-cm³-Klasse

### Rennergebnisse
|   | Datum  | Rennen                 | Strecke         | Platz 1        | Platz 2             | Platz 3             | Schn. Rennrunde                                   |
| - | ------ | ---------------------- | --------------- | -------------- | ------------------- | ------------------- | ------------------------------------------------- |
| 1 | 30.05. | GP von Frankreich      | Reims           | Werner Haas    | Hermann Paul Müller | Rupert Hollaus      | Hermann Paul Müller                               |
| 2 | 14.06. | 36. Isle of Man TT     | Mountain Course | Werner Haas    | Rupert Hollaus      | Reg Armstrong       | Werner Haas                                       |
| 3 | 26.06. | 26. Ulster GP          | Dundrod         | Werner Haas    | Hans Baltisberger   | Hermann Paul Müller | Werner Haas, Rupert Hollaus und Hans Baltisberger |
| 4 | 10.07. | 24. Dutch TT           | Assen           | Werner Haas    | Rupert Hollaus      | Hermann Paul Müller | Werner Haas                                       |
| 5 | 25.07. | 18. GP von Deutschland | Solitude        | Werner Haas    | Rupert Hollaus      | Helmut Hallmeier    | Rupert Hollaus                                    |
| 6 | 21.08. | 24. GP der Schweiz     | Bremgarten      | Rupert Hollaus | Georg Braun         | Hermann Paul Müller | Rupert Hollaus                                    |
| 7 | 12.09. | 32. GP der Nationen    | Monza           | Arthur Wheeler | Romolo Ferri        | Kurt Knopf          | Arthur Wheeler                                    |

### Fahrerwertung
| 1 | Werner Haas         | NSU        | 32 (40) |
| 2 | Rupert Hollaus (†)  | NSU        | 26 (30) |
| 3 | Hermann Paul Müller | NSU        | 17 (19) |
| 4 | Arthur Wheeler      | Moto Guzzi | 15      |
| 5 | Hans Baltisberger   | NSU        | 14      |
| 6 | Georg Braun         | NSU        | 6       |
|   | Romolo Ferri        | Moto Guzzi | 6       |
| 8 | Roberto Colombo     | Moto Guzzi | 5       |
| 9 | Reg Armstrong       | NSU        | 4       |
|   | Helmut Hallmeier    | Adler      | 4       |
|   | Kurt Knopf          | NSU        | 4       |

| 12 | Tommy Wood        | Moto Guzzi | 4 |
| 13 | Ken Kavanagh      | Moto Guzzi | 3 |
|    | Luigi Taveri      | Moto Guzzi | 3 |
| 15 | Fergus Anderson   | Moto Guzzi | 2 |
|    | John Horne        | Rudge      | 2 |
|    | Walter Reichert   | NSU        | 2 |
| 18 | Walter Vogel      | Adler      | 2 |
| 19 | Lanfranco Baviera | Moto Guzzi | 1 |
|    | Bob Geeson        | REG        | 1 |
|    | Angelo Marelli    | Moto Guzzi | 1 |

(Punkte in Klammern inklusive Streichresultate)

### Konstrukteurswertung
| 1 | NSU        | 32 (51) |
| 2 | Moto Guzzi | 17 (24) |
| 3 | Adler      | 5       |
| 4 | Rudge      | 2       |
|   | REG        | 1       |

(Punkte in Klammern inklusive Streichresultate)

## 125-cm³-Klasse

### Rennergebnisse
|   | Datum  | Rennen                 | Strecke       | Platz 1           | Platz 2             | Platz 3               | Schn. Rennrunde |
| - | ------ | ---------------------- | ------------- | ----------------- | ------------------- | --------------------- | --------------- |
| 1 | 16.06. | 36. Isle of Man TT     | Clypse Course | Rupert Hollaus    | Carlo Ubbiali       | Cecil Sandford        | Rupert Hollaus  |
| 2 | 24.06. | 26. Ulster GP          | Dundrod       | Rupert Hollaus    | Hermann Paul Müller | Hans Baltisberger     | Carlo Ubbiali   |
| 3 | 10.07. | 24. Dutch TT           | Assen         | Rupert Hollaus    | Hermann Paul Müller | Carlo Ubbiali         | Rupert Hollaus  |
| 4 | 25.07. | 18. GP von Deutschland | Solitude      | Rupert Hollaus    | Werner Haas         | Carlo Ubbiali         | Rupert Hollaus  |
| 5 | 12.09. | 32. GP der Nationen    | Monza         | Guido Sala        | Tarquinio Provini   | Carlo Ubbiali         | Carlo Ubbiali   |
| 6 | 03.10. | 5. GP von Spanien      | Montjuïc      | Tarquinio Provini | Roberto Colombo     | José Antonio Elizalde | Carlo Ubbiali   |

### Fahrerwertung
| 1  | Rupert Hollaus (†)    | NSU         | 32 |
| 2  | Carlo Ubbiali         | MV Agusta   | 18 |
| 3  | Hermann Paul Müller   | NSU         | 15 |
| 4  | Tarquinio Provini     | F.B Mondial | 14 |
| 5  | Werner Haas           | NSU         | 11 |
| 6  | Hans Baltisberger     | NSU         | 10 |
| 7  | Guido Sala            | MV Agusta   | 8  |
| 8  | Cecil Sandford        | MV Agusta   | 8  |
| 9  | Roberto Colombo       | MV Agusta   | 6  |
| 10 | José Antonio Elizalde | Montesa     | 4  |

| 11 | Massimo Genevini  | MV Agusta | 3 |
|    | Juan Bertran      | Montesa   | 3 |
| 13 | Ivor Lloyd        | MV Agusta | 2 |
|    | Franco Bertoni    | MV Agusta | 2 |
|    | Arturo Paragues   | Lube      | 2 |
| 16 | Karl Lottes       | MV Agusta | 2 |
| 17 | Brian Purslow     | MV Agusta | 1 |
|    | Angelo Copeta     | MV Agusta | 1 |
|    | Willi Scheidhauer | MV Agusta | 1 |
|    | Gabriel Corsín    | MV Agusta | 1 |

### Konstrukteurswertung
| 1 | NSU         | 32      |
| 2 | MV Agusta   | 24 (30) |
| 3 | F.B Mondial | 14      |
| 4 | Montesa     | 4       |
|   | Lube        | 2       |

(Punkte in Klammern inklusive Streichresultate)

## Gespanne (500 cm³)

### Rennergebnisse
|   | Datum      | Rennen                 | Strecke           | Platz 1                   | Platz 2                             | Platz 3                      | Schn. Rennrunde           |
| - | ---------- | ---------------------- | ----------------- | ------------------------- | ----------------------------------- | ---------------------------- | ------------------------- |
| 1 | 18.06.     | 36. Isle of Man TT     | Clypse Course     | Eric Oliver / Les Nutt    | Fritz Hillebrand / Manfred Grunwald | Wilhelm Noll / Fritz Cron    | Eric Oliver / Les Nutt    |
| 2 | 26.06.     | 26. Ulster GP          | Dundrod           | Eric Oliver / Les Nutt    | Cyril Smith / Stanley Dibben        | Wilhelm Noll / Fritz Cron    | Eric Oliver / Les Nutt    |
| 3 | 04.07.     | 27. GP von Belgien     | Spa-Francorchamps | Eric Oliver / Les Nutt    | Wilhelm Noll / Fritz Cron           | Cyril Smith / Stanley Dibben | Eric Oliver / Les Nutt    |
| 4 | 25.07.     | 18. GP von Deutschland | Solitude          | Wilhelm Noll / Fritz Cron | Walter Schneider / Hans Strauß      | Cyril Smith / Stanley Dibben | Wilhelm Noll / Fritz Cron |
| 5 | 21.–22.08. | 24. GP der Schweiz     | Bremgarten        | Wilhelm Noll / Fritz Cron | Cyril Smith / Stanley Dibben        | Willi Faust / Karl Remmert   | Wilhelm Noll / Fritz Cron |
| 6 | 12.09.     | 32. GP der Nationen    | Monza             | Wilhelm Noll / Fritz Cron | Cyril Smith / Stanley Dibben        | Willi Faust / Karl Remmert   | Wilhelm Noll / Fritz Cron |

### Fahrerwertung
| 1  | Wilhelm Noll     | Fritz Cron         | BMW          | 30 (38) |
| 2  | Eric Oliver      | Les Nutt           | Norton       | 26      |
| 3  | Cyril Smith      | Stanley Dibben     | Norton       | 22 (26) |
| 4  | Walter Schneider | Hans Strauß        | BMW          | 14 (16) |
| 5  | Fritz Hillebrand | Manfred Grunwald   | BMW          | 14      |
| 6  | Willi Faust      | Karl Remmert       | BMW          | 8       |
| 7  | Jacques Drion    | Inge Stoll-Laforge | Norton / BMW | 6       |
| 8  | Otto Schmid      | Otto Kölle         | Norton       | 3       |
| 9  | Loni Neußner     | Werner Öxner       | Norton       | 2       |
| 10 | Bill Boddice     | William Storr      | Norton       | 1       |
|    | Julien Deronne   | Jules Nies         | Norton       | 1       |
|    | Ernst Kussin     | Franz Steidel      | Norton       | 1       |
|    | Hans Haldemann   | Luigi Taveri       | Norton       | 1       |
|    | René Bétemps     | André Drivet       | Norton       | 1       |

(Punkte in Klammern inklusive Streichresultate)

### Konstrukteurswertung
| 1 | Norton | 30 (40) |
| 2 | BMW    | 30 (40) |